# Đài Bắc Trung Hoa

Cờ hoa mai là cờ hiệu của Ủy ban Olympic Trung Hoa (Đài Loan)

Đài Bắc Trung Hoa (Hán-Nôm: 臺北中華) hay Trung Hoa Đài Bắc (tiếng Trung: 中華臺北; bính âm: Zhōnghuá Táiběi, tiếng Anh: Chinese Taipei, mã IOC: TPE) là một danh xưng đại diện cho Đài Loan (Trung Hoa Dân Quốc) trong một số trường hợp quốc tế. Đây là danh xưng chủ yếu của Trung Hoa Dân Quốc khi tranh tài thể thao quốc tế. Tại Đài Loan, nó thường được gọi là "đội Trung Hoa".
Cho đến nay, thuật ngữ này vẫn mơ hồ về chính trị một cách cố tình. Bởi vì tuyệt đại đa số quốc gia trên thế giới công nhận chính sách ngoại giao "một Trung Quốc" của chính quyền đại lục, chính phủ Trung Hoa Dân Quốc không thể lấy thân phận của một quốc gia có chủ quyền để tham dự các hoạt động quốc tế. Ngày 23 tháng 3 năm 1981, Ủy ban Olympic Trung Hoa và Ủy ban Olympic Quốc tế ký kết hiệp ước tại Lausanne, Thụy Sĩ, quyết định sử dụng danh xưng này cho đoàn đại biểu từ Đài Loan tham gia phong trào thể thao quốc tế. Việc sử dụng "Đài Bắc Trung Hoa" làm danh xưng chính thức để tham gia hoạt động quốc tế, còn được gọi là "mô thức Olympic".
Danh xưng này cũng được sử dụng chính thức khi Trung Hoa Dân Quốc tham gia các tổ chức quốc tế không hạn chế hội viên phải là quốc gia có chủ quyền (như APEC, OECD, WHA, ICAO).
Phía Chính phủ Trung Hoa Dân Quốc (chính quyền Đài Loan) không cổ xúy nhưng miễn cưỡng chấp nhận cụm từ "Đài Bắc Trung Hoa" vì nó được diễn giải theo ý nghĩa rằng Đài Bắc là của dân tộc Trung Hoa (mang tính chất văn hóa), thay vì được hiểu rằng Đài Bắc là của hoặc thuộc về Trung Quốc đại lục (hay chính thể nước Cộng hòa Nhân dân Trung Hoa, mang tính chất chính trị), như trường hợp cụm từ "Hồng Kông, Trung Quốc" và "Ma Cao, Trung Quốc" đã được hiểu theo nghĩa như vậy. Tuy nhiên, vì áp lực rất lớn từ phía Trung Quốc, ở nhiều quốc gia như Việt Nam, các phương tiện truyền thông phải cố tình viết "Đài Bắc (Trung Quốc)" hay "Đài Loan (Trung Quốc)" để lái theo nghĩa thứ hai.

## Nguyên nhân
Sau nội chiến 1949, Cộng hoà Nhân dân Trung Hoa được thành lập dưới sự cầm quyền của Đảng Cộng sản và kiểm soát toàn bộ Trung Quốc đại lục, còn chính quyền Trung Hoa Dân Quốc dưới sự cầm quyền của Quốc dân Đảng trở thành chính quyền Đài Loan như hiện tại, chỉ còn kiểm soát đảo Đài Loan và một số đảo khác. Từ Thế vận hội Mùa hè 1952 tại Helsinki trở đi, danh xưng và vị thế của Trung Hoa Dân Quốc bị tranh chấp không ngừng, kéo dài kịch liệt qua hai thập niên. Trước khi chọn ra cách xưng hô "Đài Bắc Trung Hoa" vào năm 1979, đoàn đại biểu Ủy ban Olympic Trung Hoa Dân Quốc từng lần lượt dùng "Trung Quốc" (1924, 1932, 1936, 1948), "Formosa-Trung Quốc" (1956), "Formosa" (1960), "Đài Loan" (1964, 1968) hay "Trung Hoa Dân Quốc" (1972, đông 1976) làm tên đội thi đấu Olympic, đồng thời dùng quốc kỳ Trung Hoa Dân Quốc, tham gia tranh tài quốc tế.
Ngay trước kỳ thế vận hội tại Helsinki, Phần Lan năm 1952, ngày 17 tháng 7 Ủy ban Olympic Quốc tế triệu tập đại hội lần thứ 47, lần đầu tiên thảo luận "vấn đề Trung Quốc". Đương thời trong 57 ủy viên tham dự đại hội, quyết định được thông qua với tỷ lệ 33/20, theo đó đội thể thao hai bờ đều có thể đồng thời tham gia kỳ thế vận hội này, song đoàn đại biểu Trung Hoa Dân Quốc theo lệnh của chính phủ rút khỏi cuộc thi đấu. Từ đó bắt đầu cuộc chiến cò cưa kéo dài và khốc liệt về vấn đề hai nước Trung Quốc trong giới thể thao quốc tế.
Trong kỳ thế vận hội tại Melbourne, Úc vào năm 1956, ủy ban Olympic hai bờ đều phái đại biểu tham gia, nước Cộng hòa Nhân dân Trung Hoa kiên trì "Đài Bắc không đi, Bắc Kinh không vào", hy vọng lấy "Ngũ tinh hồng kỳ" thay thế "Thanh thiên bạch nhật mãn địa hồng kỳ" song chưa thành. Nước Cộng hòa Nhân dân Trung Hoa không thể tiếp nhận việc Ủy ban Olympic Quốc tế thừa nhận ủy ban Olympic của hai bờ eo biển Đài Loan, nên lệnh cho đội đại biểu nước Cộng hòa Nhân dân Trung Hoa rút khỏi cuộc tranh tài.
Ngày 28 tháng 5 năm 1959, tại đại hội thứ 55 của Ủy ban Olympic Quốc tế tại München, do chịu áp lực từ nước Cộng hòa Nhân dân Trung Hoa nên ra quyết định cực bất lợi cho Trung Hoa Dân Quốc. Theo đó, đề xuất rằng Ủy ban Olympic Trung Hoa Dân Quốc của Đài Bắc do không thể kiểm soát phong trào thế thao Trung Quốc, danh xưng chính thức của họ không thể tiếp tục sử dụng, nếu như sử dụng danh xưng khác để thỉnh cầu thì Ủy ban Olympic Quốc tế sẽ suy xét.
Tháng 7 năm 1960, Ủy ban Olympic Trung Hoa Dân Quốc dùng danh xưng chính thức một lần nữa thỉnh cầu Ủy ban Olympic Quốc tế thừa nhận. Ngày 12 tháng 8 cùng năm, Ủy ban Olympic Quốc tế triệu tập đại hội lần thứ 58 tại Roma, đồng ý cho Trung Hoa Dân Quốc sử dụng "Ủy ban Olympic Trung Hoa", song nhận định ủy ban này chỉ khống chế hữu hiệu khu vực Đài Loan, do đó chỉ có thể sử dụng danh nghĩa "Đài Loan" hoặc "Formosa" tham gia thi đấu. Do đó, tại thế vận hội năm 1960 tại Roma, đoàn đại biểu Trung Hoa Dân Quốc trong lễ khai mạc, đồng phục của vận động viên và sắp xếp danh sách đều chỉ có thể sử dụng danh xưng "Đài Loan" (Formosa). Nhằm kháng nghị hạn chế này, trong lễ khai mạc, tổng cán sự Lâm Hồng Thản tay cầm dải vải trắng ghi "đang kháng nghị" (UNDER PROTEST) đi sau biển tên "Đài Loan" (Formosa), đó là lần kháng nghị tại lễ khai mạc duy nhất được ghi nhận trong lịch sử Thế vận hội.
Sau đó, Trung Hoa Dân Quốc tuy tham gia Thế vận hội năm 1964 tại Tokyo và Thế vận hội năm 1968 tại thành phố Mexico, song vấn đề danh xưng rốt cuộc vẫn mơ hồ không rõ. Mặc dù Ủy ban Olympic Quốc tế đồng ý để Trung Hoa Dân Quốc sử dụng danh xưng "Ủy ban Olympic Trung Hoa", song trên thực tế khi tham gia thi đấu cũng như trong công báo hoặc văn kiện của đại hội vẫn gọi Trung Hoa Dân Quốc là "Đài Loan", do đó vấn đề danh xưng rốt cuộc không được giải quyết thực sự. Đến tháng 10 năm 1968, tại hội nghị hàng năm của Ủy ban Olympic Quốc tế tại thành phố Mexico, vấn đề danh xưng của Ủy ban Olympic Trung Hoa Dân Quốc lại được đưa ra thảo luận, kết quả 32 phiếu thuận/10 phiếu chống đồng ý lấy danh nghĩa Trung Hoa Dân Quốc tham gia tranh tài. Danh xưng "Trung Hoa Dân Quốc" do đó được sử dụng chính thức trong Thế vận hội năm 1972.
Năm 1971, nước Cộng hòa Nhân dân Trung Hoa thay thế ghế của Trung Hoa Dân Quốc tại Liên Hợp Quốc, sau đó cũng dần thay thế địa vị của Trung Hoa Dân Quốc trong rất nhiều tổ chức quốc tế. Chính phủ nước Cộng hòa Nhân dân Trung Hoa thi hành chính sách "một Trung Quốc", không thừa nhận Trung Hoa Dân Quốc đang thống trị thực tế khu vực Đài Loan là quốc gia chủ quyền. Các quốc gia khác căn cứ theo yêu cầu của nước Cộng hòa Nhân dân Trung Hoa, không thừa nhận địa vị quốc gia chủ quyền của Trung Hoa Dân Quốc, phản đối họ tham gia bất kỳ tổ chức quốc tế có thành phần là quốc gia chủ quyền, đồng thời phản đối họ sử dụng danh xưng "Trung Hoa Dân Quốc" tại quốc tế.
Năm 1976, trước khi khai mạc Thế vận hội Mùa hè Montréal, do chính phủ Canada đương thời đã lập quan hệ ngoại giao với nước Cộng hòa Nhân dân Trung Hoa, Thủ tướng Canada Pierre Trudeau từng lấy vấn đề danh xưng "Trung Quốc" để từ chối cấp thị thực cho đoàn đại biểu Olympic Trung Hoa Dân Quốc. Pierre Trudeau yêu cầu đoàn đại biểu Trung Hoa Dân Quốc đổi danh xưng "Đài Loan" mới được cho nhập cảnh tranh tài. Ngày 9 tháng 7 cùng năm, Dương Truyền Quảng và Kỷ Chính do xông qua cửa khẩu để vào Montréal nên khiến cho truyền thông quốc tế quan tâm đến sự kiện, ngày 16 tháng 7 Ủy ban Olympic Quốc tế triệu tập hội nghị khẩn cấp, quyết định đoàn đại biểu Olympic Trung Hoa Dân Quốc lấy danh xưng Đài Loan tham gia tranh tài. Sau đó, Viện trưởng Hành chính viện Tưởng Kinh Quốc khi biết sự việc không tiếp nhận quyết định nên đoàn không tham gia kỳ thế vận hội này.
Năm 1979, tại hội nghị của Ủy ban Olympic Quốc tế tại Montevideo, Uruguay, ủy ban Olympic nước Cộng hòa Nhân dân Trung Hoa được nhận làm thành viên, song ủy ban thông qua việc tiếp tục thừa nhận ủy ban Olympic Trung Hoa Dân Quốc, song danh xưng cùng hiệu kỳ và bài ca cần nghiên cứu thay đổi. Đương thời, ủy viên Ủy ban Olympic Quốc tế Trung Hoa Dân Quốc Từ Hanh và giới nhân sĩ tiến hành liên hệ bằng nhiều phương diện, điều hợp, phát động một bộ phận ủy viên Ủy ban Olympic Quốc tế liên danh đề xuất sửa đổi, đồng thời trong đại hội với số phiếu ủng hộ 36/26 sửa đổi này được thông qua, thừa nhận Ủy ban Olympic của Bắc Kinh là "Chinese Olympic Committee, Peking", còn Ủy ban Olympic của Đài Bắc là "Chinese Olympic Committee, Taipei", hai bên sử dụng hiệu kỳ và bài ca thế nào thì cần thêm nghiên cứu khác, đồng thời phải được Ủy ban Olympic Quốc tế đồng ý. Tuy nhiên, Trung Quốc đại lục biểu thị không thể tiếp nhận kết quả này.
Tháng 6 và tháng 10 năm 1979, Chủ tịch Uỷ ban Olympic Quốc tế Michael Morris lần lượt thông qua quyết định của ủy ban chấp hành tại San Juan, Puerto Rico và Nagoya, Nhật Bản, sử dụng phương thức đầu phiếu thư tín, với kết quả 62/17 phiếu, thừa nhận danh xưng của ủy ban Olympic tại Trung Quốc đại lục là Ủy ban Olympic Trung Quốc, sử dụng quốc kỳ và quốc ca của nước Cộng hòa Nhân dân Trung Hoa; ủy ban Olympic tại Đài Loan với danh xưng Ủy ban Olympic Đài Bắc Trung Hoa tiếp tục tham gia thế vận hội, đồng thời cần phải đề xuất hiệu kỳ, bài ca khác trước đây để ủy ban chấp hành phê chuẩn. Tháng 12, ủy viên Ủy ban Olympic Quốc tế Từ Hanh đệ trình khiếu nại tại Tòa án địa phương Lausanne, trụ sở của Ủy ban Olympic Quốc tế, rằng quyết định mang tính chính trị này trái với hiến chương Olympic.
Thế vận hội Mùa đông năm 1980 tổ chức tại tháng 2 tại Lake Placid, New York, Hoa Kỳ, do thời hạn tới sát nên đội đại biểu Ủy ban Olympic Trung Hoa bèn trên phương diện trình tự pháp luật thỉnh cầu tạm thời đình chỉ hiệu lực của nghị quyết Nagoya, tranh thủ tình hình đội đại biểu Đài Bắc Trung Hoa với quyền lợi bình đẳng tham gia kỳ thế vận hội này. Sau đó, do tòa án Lausane Thụy Sĩ nhận định đoàn đại biểu của Ủy ban Olympic Trung Hoa tuy được Ủy ban Olympic Quốc tế thừa nhận, song không có tư cách hội viên, không có tư cách khiếu nại, do đó bác đề xuất của Ủy ban Olympic Trung Hoa. Đoàn đại biểu Đài Bắc Trung Hoa tham dự thế vận hội mùa đông vì thế rút khỏi tranh tài. Tuy nhiên, khiếu nại của Từ Hanh về việc vi hiến thắng lợi một phần, do vậy Ủy ban Olympic Quốc tế sửa đổi hiến chương, trọng điểm là:
1. Quy định ủy ban Olympic quốc gia của các quốc gia sử dụng "danh xưng quốc gia", và "quốc kỳ", "quốc ca" tham gia Thế vận hội đổi thành danh xưng "đoàn đại biểu" và cờ, ca tham gia Thế vận hội.
2. Ủy ban Olympic quốc gia lấy danh nghĩa bản thân tham gia Thế vận hội, mà không lấy danh nghĩa quốc gia tham gia tranh tài.
3. Cờ và dấu hiệu của ủy ban Olympic quốc gia sử dụng trong thời gian Thế vận hội cần phải xin được Ủy ban Olympic Quốc tế cho phép trước.

Nhằm giải quyết vụ tố tụng này, Ủy ban Olympic Trung Hoa và Ủy ban Olympic Quốc tế đạt được hiệp nghị sơ bộ, chủ tịch hai bên vào ngày 23 tháng 3 năm 1981 ký kết hiệp nghị Lausanne, đồng ý hội danh, hội kỳ và hội huy của Ủy ban Olympic Trung Hoa. Danh xưng của ủy ban Olympic Trung Hoa Dân Quốc đổi thành "Ủy ban Olympic Đài Bắc Trung Hoa", đồng thời xác định cờ hiệu là "trong hoa mai có dấu hiệu năm vòng tròn". Ủy ban Olympic Quốc tế cũng bằng lòng hiệp trợ khôi phục tư cách thành viên vốn có hoặc thỉnh cầu gia nhập Ủy ban Olympic Quốc tế. Cuối cùng, Ủy ban Olympic Quốc tế đảm bảo bằng văn bản, về sau Ủy ban Olympic Đài Bắc Trung Hoa khi tham gia các hoạt động của Ủy ban Olympic Quốc tế đều được hưởng địa vị quyền lợi bình đẳng như bất kỳ hội viên nào khác. Chủ tịch Ủy ban Olympic Trung Hoa Thẩm Gia Minh và Chủ tịch Ủy ban Olympic Quốc tế Juan Antonio Samaranch ký kết hiệp định thư do Ban Chấp hành Ủy ban Olympic Quốc tế chính thức thông qua, từ đó Trung Hoa Dân Quốc tham gia Thế vận hội với danh xưng xác định là "Đài Bắc Trung Hoa".
Ngày 6 tháng 4 năm 1989, Bí thư trưởng Ủy ban Olympic Trung Hoa Lý Khánh Hoa và Chủ tịch Ủy ban Olympic Trung Quốc Hà Chấn Lương ký kết hiệp nghị tại Hồng Kông, nội dung là: Đoàn thể thao và tổ chức thể thao khu vực Đài Loan sang Đại lục tham gia tranh tài, hội nghị hoặc hoạt động, sẽ đều gọi là "Đài Bắc Trung Hoa".
Mặc dù trong hiệp nghị không định nghĩa kiểu mô thức tiêu đề và danh xưng này, song dân chúng và truyền thông theo tập quán gọi mô thức tham gia tranh tài này là "mô thức Olympic". Ngoài tranh tài thể thao, trong tranh tài các lĩnh vực như thể thao điện tử, học thuật hay kỹ thuật, nếu đội nước Cộng hòa Nhân dân Trung Hoa có tham gia, đội đại biểu của Trung Hoa Dân Quốc chỉ có thể dùng danh nghĩa "Đài Bắc Trung Hoa" tham gia, tức chiểu theo "mô thức ủy ban Olympic" và không thể sử dụng quốc kỳ Trung Hoa Dân Quốc.
Sau đó, khi tham dự các hoạt động liên quan đến Thế vận hội, Ủy ban Olympic Trung Hoa sử dụng quốc kỳ ca Trung Hoa Dân Quốc thay cho quốc ca Trung Hoa Dân Quốc, sử dụng hội kỳ là mẫu hoa mai bên trong có "thanh thiên bạch nhật" và dấu hiệu năm vòng tròn. Đội đại biểu Đài Bắc Trung Hoa, đội đại biểu Trung Quốc và đội đại biểu Hồng Kông Trung Quốc cũng không lệ thuộc lẫn nhau, thành tích và tư cách tranh tài đều được tách riêng. Nhằm tránh đội đại biểu hai bờ đồng thời tiến vào hội trường, bị nhầm là một đội đồng nhất, trải qua đề xuất của Ủy ban Olympic Trung Hoa và hiệp thương, Ủy ban Olympic Quốc tế quy định đội Đài Bắc Trung Hoa vào cuộc theo vần "T" (TPE), còn đội Trung Quốc theo vần "C" (CHN), nhằm phân biệt. Tại Đài Loan đều dùng "đội Trung Hoa" để gọi đội đại biểu quốc gia Trung Hoa Dân Quốc.

## Lịch sử sử dụng
Từ Thế vận hội Mùa đông Sarajevo, Nam Tư và Thế vận hội Mùa hè Los Angeles, Hoa Kỳ tổ chức vào năm 1984 trở đi, dưới sự phối hợp của Ủy ban Olympic Quốc tế, Trung Hoa Dân Quốc làn đầu dùng "Đài Bắc Trung Hoa" làm danh xưng tham gia Thế vận hội, đồng thời tham gia cùng đội đại biểu nước Công hòa Nhân dân Trung Hoa với danh xưng "Trung Quốc". Theo quy định của Ủy ban Olympic Quốc tế, đội Đài Bắc Trung Hoa nhập cuộc theo vần T (Taipei), còn đội Trung Quốc nhập cuộc theo vần "C" (China) nhằm phân biệt. Về thành tích trong kỳ đại hội này, Đài Bắc Trung Hoa giành được một huy chương đồng môn cử tạ. Về sau, Trung Hoa Dân Quốc sử dụng "mô thức Olympic" để tổ chức đoàn đại biểu tham gia các kỳ thế vận hội và giải thi đấu thể thao chính thức quốc tế khác, đều lấy danh xưng "Đài Bắc Trung Hoa" tham dự. Đội đại biểu Đài Bắc Trung Hoa tại Thế vận hội 2004 giành được hai huy chương vàng Olympic đầu tiên。
Từ Á vận hội Manila năm 1954 tại đến Á vận hội Bangkok năm 1970, Trung Hoa Dân Quốc đều phái đội tham gia. Tuy nhiên từ Á vận hội Tehran năm 1974 trở đi, do ảnh hưởng chính trị từ việc Trung Hoa Dân Quốc rút khỏi Liên Hợp Quốc, nước Cộng hòa Nhân dân Trung Hoa thay thế quyền tham gia tranh tài. Sau đó, Trung Hoa Dân Quốc trong 20 năm bị Á vận hội cự tuyệt cho tham gia. Đến Á vận hội Bắc Kinh năm 1990, Trung Hoa Dân Quốc sử dụng danh xưng "Đài Bắc Trung Hoa" theo mô thức Olympic mới có thể trở lại Á vận hội.
Tháng 5 năm 1989, Đài Loan lấy danh xưng "Đài Bắc Trung Hoa" được phía Bắc Kinh chính thức mời, lần đầu tổ chức đội đại biểu sang Bắc Kinh tham gia giải vô địch thể dục dụng cụ thanh niên châu Á, khởi đầu giao lưu trực tiếp thể thao hai bờ eo biển.
Ngày 12 tháng 11 năm 1991, do điều phối của thành viên chủ tịch APEC là Hàn Quốc, Trung Hoa Dân Quốc lấy danh nghĩa "Đài Bắc Trung Hoa" gia nhập Diễn đàn Hợp tác Kinh tế châu Á - Thái Bình Dương (APEC). Ngày 15 tháng 12 năm 2004, OECD chính thức thông qua việc lấy danh nghĩa "Đài Bắc Trung Hoa" làm quan sát viên "ủy ban chính sách cạnh tranh". Ngày 27 tháng 10 năm 2005, OECD phê chuẩn Trung Hoa Dân Quốc dùng danh xưng "Đài Bắc Trung Hoa" trở thành quan sát viên ủy ban gang thép, quan sát viên chuyên án ủy ban ngư nghiệp Ngày 18 tháng 5 năm 2009, Trung Hoa Dân Quốc lấy danh nghĩa "Đài Bắc Trung Hoa" lấy thân phận quan sát viên tham gia Đại hội Y tế Thế giới (WHA). Ngày 26 tháng 5 năm 2009, Tổng bí thư Trung Quốc Hồ Cẩm Đào hội kiến Chủ tịch Quốc Dân đảng Ngô Bá Hùng, khi bàn về giải quyết để Đài Loan tham gia hoạt động tổ chức quốc tế, ông gọi là "Cơ quan Y tế Đài Bắc Trung Hoa", là người lãnh đạo đầu tiên của Trung Quốc đại lục công khai dùng từ này.
Ngoài ra, trong hoạt động, văn kiện, xuất bản phẩm và trang điện tử của các tổ chức như Đại hội Tổ chức Hàng không dân dụng Quốc tế (ICAO), Diễn đàn Đo lường pháp định Châu Á-Thái Bình Dương (APLMF), Hội nghị Hiệp hội quản lý thuế các nước châu Á (SGATAR), Ủy ban khoa học quốc tế về cá ngừ tại Bắc Thái Bình Dương （ISC）, Tổ chức Y tế Động vật Thế giới (OIE), "ủy ban kỹ thuật định giá thuế quan" và "ủy ban kỹ thuật quy tắc xuất xứ" của Tổ chức Thuế quan Thế giới (WCO), Trung tâm tư vấn pháp luật Tổ chức Thương mại Thế giới (ACWL), Ủy ban Ngư nghiệp Trung-Tây Thái Bình Dương (WCPFC) đều dùng "Đài Bắc Trung Hoa"。

## Tranh nghị xưng hô
Hai bờ eo biển còn có tranh nghị về sử dụng "Đài Bắc Trung Hoa" hay "Đài Bắc Trung Quốc" để phiên dịch "Chinese Taipei". Mãi đến ngày nay, ngoại trừ trường hợp thi đấu chính thức, truyền thông Trung Quốc Đại lục vẫn có tập quán phiên dịch "Chinese Taipei" thành "Đài Bắc Trung Quốc". Tại Thế vận hội Bắc Kinh năm 2008, trung tâm truyền thông quốc tế Bắc Kinh sử dụng "Đài Bắc Trung Quốc" để gọi Đài Loan. Với sức ép rất lớn từ phía Trung Quốc, ở nhiều quốc gia như Việt Nam, các phương tiện truyền thông sở tại cũng phải viết là "Đài Bắc (Trung Quốc)" hay "Đài Loan (Trung Quốc)" thay vì "Đài Bắc Trung Hoa".
Bộ Ngoại giao Trung Hoa Dân Quốc nhận định "Chinese Taipei" cần dịch là "Đài Bắc Trung Hoa", truyền thông nước Trung Quốc đại lục dịch thành Đài Bắc Trung Quốc là có nghi ngờ hạ thấp đảo Đài Loan. Người phát ngôn của Ủy ban sự vụ Đài Loan của Đại lục là Dương Nghị đáp lại rằng "Đài Bắc Trung Hoa" và "Đài Bắc Trung Quốc" đều là tên dịch tiếng Trung của "Chinese Taipei", hiệp định Olympic không liên quan đến người khác bên ngoài hiệp định, do đó không đồng ý với thuyết hạ thấp.
Sau khi Tổng thống Mã Anh Cửu và Bí thư trưởng Quốc Dân đảng Ngô Đôn Nghĩa và các nhân sĩ khác biểu thị thái độ bất mãn, truyền thông Trung Quốc đại lục như Tân Hoa xã, Trung tấn xã và Đài Truyền hình Trung ương từ hạ tuần tháng 7 năm 2008 đã dần chuyển sang dùng Đài Bắc Trung Hoa để gọi Đài Loan. Trong lễ khai mạc Thế vận hội 2008, đoàn đại biểu Đài Bắc Trung Hoa diễu hành với bảng hiệu "Đài Bắc Trung Hoa" bằng tiếng Trung.

## Cờ đại diện

Thế vận hội Người khuyết tật
Thế vận hội Người khiếm thính
Đại hội Thể thao Sinh viên thế giới
Bóng đá
Bóng chuyền
Thể thao điện tử
Cuộc thi FIRST Robotics
Cuộc thi WorldSkills